# Sarah Paulson
Sarah Catharine Paulson (sinh ngày 17 tháng 12 năm 1974) là một nữ diễn viên người Mỹ. Sau khi bắt đầu sự nghiệp diễn xuất của mình trên sân khấu, cô đóng vai chính trong bộ phim truyền hình American Gothic (1995–1996) và Jack & Jill (1999–2001). Sau đó, cô xuất hiện trong các phim hài như What Women Want (2000), Down With Love (2003), và có những vai diễn ấn tượng trong các phim như Path to War (2002), The Notorious Bettie Page (2005).... Cô nhận đề cử giải Quả cầu vàng đầu tiên cho vai Harriet Hayes trong phim truyền hình Studio 60 On The Sunset Strip (2006-2007) của đài NBC.
Sarah Paulson xuất hiện trên sân khấu Broadway trong vở kịch The Glass Menagerie vào năm 2005 và Collected Stories năm 2010. Cô cũng tham gia một số phim độc lập, và vào vai chính trong loạt phim hài Cupid năm 2009 của đài ABC. Sau đó cô đóng vai chính trong phim truyền hình độc lập Martha Marcy May Marlene (2011). Cô nhận các đề cử giải Primetime Emmy và giải quả cầu vàng cho vai diễn Nicolle Wallace trong phim Game Change (2012) của HBO. Năm 2013, Sarah Paulson đóng vai Mary Epps trong phim truyền hình lịch sử 12 Years a Slave ("12 năm nô lệ"), vai Abby Gerhard trong bộ phim lãng mạn Carol năm 2015, và vai Toni Bradlee trong bộ phim kinh dị chính trị The Post năm 2017, tất cả đều giành được nhiều đề cử giải Oscar. Các phim khác của Paulson bao gồm Serenity (2005), New Year's Eve (2011), Mud (2012), Blue Jay (2016), Ocean's 8 (2018).
Năm 2011, Sarah Paulson bắt đầu tham gia vào loạt phim truyền hình kinh dị American Horror Story ("Truyện kinh dị Mỹ") của FX, cô đóng các nhân vật khác nhau trong bảy mùa của chương trình. Nhờ vào loạt phim này, cô được đề cử cho 5 giải Primetime Emmy và giành được 2 giải Critics' Choice Television cho "Nữ diễn viên phụ xuất sắc nhất" vào năm 2013 và 2015. Năm 2016, Paulson hóa thân vàp vai 1 nhân vật có thực là công tố viên Marcia Clark trong mùa đầu tiên của loạt phim hình sự ngắn American Crime Story, tập “The People v. O. J. Simpson” ("O. J. Simpson đối đầu dư luận"). Với vai diễn trong phim, cô đã giành được giải Primetime Emmy, giải Critics' Choice Television, giải TCA, giải Screen Actors Guild và giải thưởng Quả cầu vàng cho "Nữ diễn viên chính xuất sắc". Năm 2017, tạp chí Time vinh danh Sarah Paulson là một trong 100 người có ảnh hưởng nhất trong năm.
Sarah Paulson được chẩn đoán bị u ác tính trên lưng khi cô 25 tuổi. Sau đó, các tế bào ung thư đã được loại bỏ trước khi chúng thể lây lan.
Từ năm 2004 đến 2009, Sarah Paulson có mối quan hệ tình cảm với nữ diễn viên Cherry Jones, nhưng trước khi yêu đồng tính, cô chỉ hẹn hò với đàn ông. Từ đầu năm 2015, Sarah Paulson bắt đầu trong một mối quan hệ tình cảm với nữ diễn viên Holland Taylor.

## Danh sách phim

### Điện ảnh
| Năm  | Phim                      | Vai                   | Ghi chú   |
| ---- | ------------------------- | --------------------- | --------- |
| 1997 | Levitation                | Acey Rawlin           |           |
| 1999 | The Other Sister          | Heather Tate          |           |
| 1999 | Held Up                   | Mary                  |           |
| 2000 | What Women Want           | Annie                 |           |
| 2002 | Bug                       | Eilleen               |           |
| 2003 | Down with Love            | Vikki Hiller          |           |
| 2005 | Swimmers                  | Merrill               |           |
| 2005 | Serenity                  | Dr. Caron             |           |
| 2005 | The Notorious Bettie Page | Bunny Yeager          |           |
| 2006 | Diggers                   | Julie                 |           |
| 2006 | Griffin and Phoenix       | Peri                  |           |
| 2008 | The Spirit                | Ellen Dolan           |           |
| 2009 | Whose Dog Is It Anyway?   | Emma                  | Phim ngắn |
| 2011 | Martha Marcy May Marlene  | Lucy                  |           |
| 2011 | After-School Special      | Woman                 | Phim ngắn |
| 2011 | New Year's Eve            | Grace Schwab          |           |
| 2012 | Mud                       | Mary Lee              |           |
| 2012 | Fairhaven                 | Kate                  |           |
| 2012 | The Time Being            | Sarah                 |           |
| 2012 | Stars in Shorts           | Woman                 |           |
| 2013 | 12 Years a Slave          | Mistress Mary Epps    |           |
| 2014 | Twitterkills              | Sarah Pendersen       | Phim ngắn |
| 2015 | Carol                     | Abby Gerhard          |           |
| 2015 | The Runner                | Kate Haber            |           |
| 2016 | Blue Jay                  | Amanda                |           |
| 2017 | Rebel in the Rye          | Dorothy Olding        |           |
| 2017 | The Post                  | Tony Bradlee          |           |
| 2018 | Ocean's 8                 | Tammy                 |           |
| 2018 | Bird Box                  | Shannon               |           |
| 2019 | Glass                     | Dr. Ellie Staple      |           |
| 2019 | The Goldfinch             | Xandra                |           |
| 2019 | Abominable                | Dr. Zara (lồng tiếng) |           |
| 2020 | Run                       | Diane Sherman         |           |

### Truyền hình
| Năm             | Tựa                                               | Nhân vật              | Ghi chú                                          |
| --------------- | ------------------------------------------------- | --------------------- | ------------------------------------------------ |
| 1994            | Law & Order                                       | Maggie Conner         | Tập: "Family Values"                             |
| 1995            | Friends at Last                                   | Diana (tuổi 21)       | Phim truyền hình                                 |
| 1995–1996       | American Gothic                                   | Merlyn Temple         | 18 tập                                           |
| 1996            | Shaughnessy                                       |                       | Phim truyền hình                                 |
| 1997            | Cracker                                           | Janice                | 2 tập                                            |
| 1998            | The Long Way Home                                 | Leanne Bossert        | Phim truyền hình                                 |
| 1998            | Real Life                                         | Lucy                  |                                                  |
| 1999–2001       | Jack & Jill                                       | Elisa Cronkite        | 32 tập                                           |
| 2000            | Metropolis                                        | Audrey                |                                                  |
| 2001            | Touched by an Angel                               | Zoe                   | Tập: "Manhunt"                                   |
| 2002            | Leap of Faith                                     | Faith Wardwell        | 6 tập                                            |
| 2002            | Path to War                                       | Luci Baines Johnson   | Phim truyền hình                                 |
| 2004            | The D.A.                                          | Lisa Patterson        | 2 tập                                            |
| 2004            | Nip/Tuck                                          | Agatha Ripp           | Tập: "Agatha Ripp"                               |
| 2005            | Deadwood                                          | Miss Isringhausen     | 9 tập                                            |
| 2006            | A Christmas Wedding                               | Emily                 | Phim truyền hình                                 |
| 2006–2007       | Studio 60 on the Sunset Strip                     | Harriet Hayes         | 22 tập                                           |
| 2007–2011       | Desperate Housewives                              | Lydia Lindquist       | 2 tập                                            |
| 2008            | Pretty/Handsome                                   | Corky Fromme          |                                                  |
| 2009            | Cupid                                             | Claire McCrae         | 7 tập                                            |
| 2010            | Law & Order: Special Victims Unit                 | Anne Gillette         | Tập: "Shadow"                                    |
| 2010            | Grey's Anatomy                                    | Ellis Grey (lúc trẻ)  | Tập: "The Time Warp"                             |
| 2010            | November Christmas                                | Beth Marks            | Phim truyền hình                                 |
| 2011            | Truyện kinh dị Mỹ: Nhà sát nhân                   | Billie Dean Howard    | 3 tập                                            |
| 2012            | Game Change                                       | Nicolle Wallace       | Phim truyền hình                                 |
| 2012            | Blue                                              | Lavinia               | 2 tập                                            |
| 2012–2013       | Truyện kinh dị Mỹ: Nhà điên                       | Lana Winters          | 13 tập                                           |
| 2013–2014       | Truyện kinh dị Mỹ: Hội phù thủy                   | Cordelia Foxx         | 13 tập                                           |
| 2014–2015       | Truyện kinh dị Mỹ: Gánh xiếc quái dị              | Bette and Dot Tattler | 12 tập                                           |
| 2015–2016       | Truyện kinh dị Mỹ: Khách sạn                      | Sally McKenna         | 9 tập                                            |
| 2016            | Truyện kinh dị Mỹ: Khách sạn                      | Billie Dean Howard    | Tập: "Be Our Guest"                              |
| 2016            | The People v. O. J. Simpson: American Crime Story | Marcia Clark          | 10 tập                                           |
| 2016            | Truyện kinh dị Mỹ: Thuộc địa Roanoke              | Shelby Miller         | 5 tập                                            |
| 2016            | Truyện kinh dị Mỹ: Thuộc địa Roanoke              | Audrey Tindall        | 5 tập                                            |
| 2016            | Truyện kinh dị Mỹ: Thuộc địa Roanoke              | Lana Winters          | Tập: "Chapter 10"                                |
| 2017            | Feud: Bette and Joan                              | Geraldine Page        | Tập: "And the Winner Is... (The Oscars of 1963)" |
| 2017            | Truyện kinh dị Mỹ: Hội kín                        | Ally Mayfair-Richards | 11 tập                                           |
| 2017            | Truyện kinh dị Mỹ: Hội kín                        | Susan Atkins          | Tập: "Charles (Manson) in Charge"                |
| 2018            | Truyện kinh dị Mỹ: Tận thế                        | Wilhemina Venable     | 7 tập                                            |
| 2018            | Truyện kinh dị Mỹ: Tận thế                        | Cordelia Goode        | 7 tập                                            |
| 2018            | Truyện kinh dị Mỹ: Tận thế                        | Billie Dean Howard    | Tập: "Return to Murder House"                    |
| 2019            | Katrina: American Crime Story                     | Dr. Anna Pou          |                                                  |
| 2020            | Mrs. America                                      | Alice Macray          | 9 tập                                            |
| 2020            | Coastal Elites                                    | Clarissa Montgomery   | Phim truyền hình                                 |
| 2020 - hiện tại | Y tá Ratched                                      | Y tá Mildred Ratched  | 8 tập; đồng thời làm giám đốc sản xuất           |
| 2021            | Truyện kinh dị Mỹ: Hai câu chuyện                 | Tuberculosis Karen    | 4 tập; đồng thời làm giám đốc sản xuất           |
| 2021            | Truyện kinh dị Mỹ: Hai câu chuyện                 | Mamie Eisenhower      | 4 tập, đồng thời làm giám đốc sản xuất           |
| 2021            | Luận tội: Truyện hình sự Mỹ                       | Linda Tripp           | 4 tập; đồng thời làm giám đốc sản xuất           |